# Филипс (планина)
Вижте пояснителната страница за други значения на Филипс.
Планината Филипс се намира на южния континент Антарктида.
Тя е разположена северно от ледения залив Блок. Открита е през 1919 - 1930 година от Експедицията до южния полюс на Бърд.
Наименувана е Филипс на името на Албанус Филипс, който е патрон на експедицията и манифактурен бос в Кеймбридж.[източник? (Поискан днес)]